# Volendams

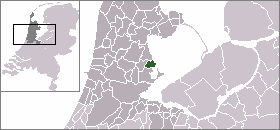
Gemeente Edam-Volendam

Het Volendams is een Waterlands dialect dat alleen in het Noord-Hollandse dorp Volendam wordt gesproken.

## Geschiedenis
Het dialect van Volendam werd pas in de 20e eeuw voor het eerst onderzocht. Op basis van deze onderzoeken, aannames en de beschikbare gegevens over de geschiedenis van het dorp kan de ontstaansgeschiedenis van het Volendams worden gereconstrueerd.

### Onderzoek naar het Volendams
Het eerste onderzoek naar het Volendams wordt verricht door de taalkundige G.G. Kloeke, die het dialect ook een eigen inventarisnummer geeft (E091b), dat nadien gebruikt zal worden bij nieuwe onderzoeken (bijvoorbeeld de dialectatlassen). Kloekes onderzoek is beperkt. De eerste die uitgebreider onderzoek doet, overigens onder leiding van Kloeke (zijn promotor), is Klaas Hanzen Heeroma, die het dorp in de zomer van 1934 aandoet. In zijn Hollandse dialektstudies geeft hij een overzicht van de Volendamse klanken.
Na Heeroma komt Jac. van Ginneken, die een groots opgezette studie wijdt aan het Monnickendams, het Markens en het Volendams. Voor hij dit werk kan voltooien overlijdt Van Ginneken in 1945. Enige jaren later worden de handschriften alsnog uitgewerkt en gepubliceerd.
Na de oorlog wordt het Volendams nog verder onderzocht bij het samenstellen van de grote dialectatlassen, de FAND, de MAND en de SAND.
De onderzoekers komen overigens niet met eensluidende resultaten. Heeroma merkt op dat de Volendamse klanken moeilijk te beschrijven zijn, en dat hij ze zelf ook niet na kan spreken. Hoewel hij een onderscheid vermoedt tussen de twee eu-achtige klanken in woorden als "vogel" enerzijds en "zoon" anderzijds, kan hij hier niet de vinger op leggen en noteert hij in navolging van Heeroma vöjgəl en zöjn. Ook Van Ginneken maakt in zijn handschriften geen onderscheid. Latere onderzoekers lijken Heeroma's aanvoelen toch te bevestigen, maar de precieze weergave van de Volendamse klanken blijft problematisch. Tegenwoordig klinkt "zoon" overigens vaker als zòòn (de uitspraak zeujn is verouderd).
Een en ander leidt tot de ironische situatie dat het Volendams in vergelijking met andere Nederlandse dialecten relatief uitgebreid is bestudeerd, maar dat er tegelijkertijd nog veel vragen open liggen en veel zaken maar zijdelings zijn belicht.

### Ontstaansgeschiedenis
Op basis van de onderzoeken kan in ieder geval een duidelijke verwantschap met andere Noord-Hollandse dialecten worden aangetoond. Heeroma vermoedt dat het oude Volendams dicht bij met name het Tessels gelegen heeft, maar zich uit die basis op een eigen manier heeft ontwikkeld. Voor die eigenzinnige ontwikkelingen heeft vooral Van Ginneken naar avontuurlijke verklaringen gezocht. Hij veronderstelt bijvoorbeeld dat de Volendammers van Basken afstammen en een aangeboren neiging tot lipronding hebben. Moderne wetenschappers staan sceptisch tegenover dit soort verklaringen. 
Het Volendams heeft zijn unieke karakter in de eerste plaats te danken aan het isolement waarin Volendam eeuwenlang verkeerde (onder meer ingegeven door de katholieke bevolking, die niet met protestanten uit de omringende dorpen huwde). Hierdoor konden zich veel typische klanken ontwikkelen, zoals de hierboven al beschreven öj voor de gewone Hollandse ee en de wijde ai voor eê. Er zijn, net als in het Enkhuizens, veel invloeden uit de dialecten van andere vissersplaatsen rond de voormalige Zuiderzee. 
Heel bijzonder is het voorkomen van umlaut in de verkleinwoorden: het Volendams is het enige Hollandse/westelijke dialect waarin dit voorkomt (pot-pötje). Deze eigenaardigheid is vermoedelijk in de negentiende eeuw geïntroduceerd door katholieke inwijkelingen van Schokland, die na de ontruiming van hun eiland in 1859 naar Volendam verhuisden, en hun dialect, het Schokkers, meebrachten.

## Karakter
In woordenschat en grammatica vertoont het Volendams sterke overeenkomsten met de overige Noord-Hollandse dialecten. De klanken van het dialect zijn afwijkender en maken het dialect op het eerste gehoor moeilijk te verstaan. Verschillende onderzoekers hadden merkbaar moeite met het noteren van de Volendamse klanken. Heeroma, die veel dialecten heeft beschreven voor zijn onderzoek, had die problemen veel minder bij de andere dialecten, wat de uitzonderlijke positie van het Volendams onderstreept. In de grammatica valt, naast typisch Noord-Hollandse trekken als voltooide deelwoorden zonder ge-, het veelvuldige gebruik van een verleden tijd met "doen" op: è daan lope, hij liep (letterlijk: "hij deed lopen"). Hieronder zullen al deze verschijnselen aan bod komen.

### Klankleer
Het Volendams heeft een opmerkelijke voorkeur voor geronde klanken. Dit komt vooral tot uiting bij de lange klinkers. We bespreken hieronder eerst de korte klinkers, dan de lange, en vervolgens de medeklinkers.

#### Korte klinkers
De korte klinkers klinken in het algemeen als in de standaardtaal, alleen de a valt in twee klanken uiteen:
a - Een donkere a, weergegeven als ɑ
á - Een scherpe a, weergegeven als æ (dus als de Engelse a van "cat")
De eerste a is de gewone. De tweede, de á, komt voor velare medeklinkers voor (k, ng, g, ch), daarnaast in enkele geïsoleerde woorden (gás, gas). Ook voor -r, -st en -sp hoort men meestal á: dárde (derde) rásp, gást. Opmerkelijk is de uitspraak van de a in verkleinwoorden: jas - jássie, zie hierover de paragraaf "vormleer". 
De combinaties "or" en "er" klinken in een aantal gevallen als ör: dörp, vörf, störm.
Verder vermeldenswaard is de langgerekte uitspraak van de korte e (ɛ) in woorden als lêgge en bêd. Deze klank komt in veel Noord-Hollandse dialecten voor. 
De gerekte i-klank in woorden als weijnd en keijnd (ʋɪːnt, kɪːnt) is ook vergelijkbaar met de situatie in andere Noord-Hollandse dialecten, waar men hier steeds dezelfde klank hoort die in die dialecten de Nederlandse "ij" voorstelt, dus Tessels wiend, kiend, Markens waind, kaind. Vergelijk: roend (rond), oend (hond), tegenover Markens round, ound.

#### Lange klinkers
De lange aa uit de standaardtaal heeft vier veelvoorkomende realisaties:
Als in het AN, weergegeven als aː
Als ao, weergegeven als ɒː
Als ai, weergeven als ɑːi
Als aei, weergegeven als æi
De verdeling van de eerste twee is betrekkelijk eenvoudig: voor tandmedeklinkers wordt de lange a een ao: laot, aon (laat, haan). In andere gevallen horen we de heldere a uit de standaardtaal.
Moeilijker is dat het Volendams de a's die oorspronkelijk uit Oergermaans "æ" zijn ontstaan, bv. de aa in "schaap" en "slaap", nog steeds onderscheidt. Hierin is het Volendams een typisch Noord-Hollands dialect, ook West-Fries, Wierings, Tessels en andere dialecten in de provincie maken dit verschil. Het is ook terug te vinden in het Fries en het Engels. Enkele voorbeelden:
skaip (schaap), West-Fries: skeip, Fries: skiep, Engels: sheep
draid (draad), West-Fries: dreid, Fries: tried, Engels: thread
slaipe (slapen), West-Fries: sleipe, Fries: sliepe, Engels: sleep
Voor de -r horen we een palatale variant van deze ai: jaeir (jaar), aeirde (aarde), in sommige teksten ook gespeld als aoj, maar meestal kortweg als ai. Deze klank komt ook terug in woorden die in het AN een "auw" hebben: klaeiw, blaeiw. Hier staan echter ook de varianten klaw, blaw tegenover, waarvan gezegd wordt dat de eerste uitspraak bij vrouwen, de tweede bij mannen voorkomt. Dit soort verschillen tussen mannen- en vrouwentaal dragen bij aan de moeilijkheid om de Volendamse klanken goed te omschrijven.
Die moeilijkheid komt wel het best tot uiting bij de lange ee, die vaak euj-achtig klinkt. Er zijn talloze weergaven, iedere onderzoeker lijkt deze klank weer anders te noteren, en het verschil met de "eu" wordt zelden duidelijk. Moderne onderzoekers onderscheiden een "ee-achtige" uitspraak əi (bv. in "geven", weergegeven als xəːvə) van een "eu-achtige" uitspraak øi (neus = nøis), maar de precieze verdeling blijft problematisch.
In een aantal gevallen klinkt de lange ee overigens weer als ai (zeep = zaip) of als aei (leren = laeire, meestal gewoon gespeld als laire). 
Overzichtelijker zijn de Volendamse tegenhangers van ij en ui. Die zijn ɪː en œ (ook wel weergegeven als əː). Het woord "ijs" klinkt dus 'n beetje als ììs of ees (lange "i" van "schip", "ee" van beer), het woord "buis" klinkt als bùùs of beus (lange "u" van "bus", "eu" van "kleur"). De gebruikelijke spelling voor deze klanken is eijs en uijs (of ûis).
Verder interessant is de lange oo, die in het Volendams weer meerdere realisaties heeft:
Als een langgerekte oh, weergegeven als ɔː
Een tweeklank van oh en w, ongeveer als in het gewone Hollands: ɔːu
Als een oe, weergegeven als u
Als een eu-achtige ee, weergegeven als əːi
De eerste variant is de gewoonste, deze komt in de meeste woorden voor. De tweede staat daar soms tegenover, bijvoorbeeld oop (hoop, hoeveelheid) vs. owp (hoop, verlangen). Mogelijk is het onderscheid vroeger belangrijker geweest (Heeroma noteert het bv. wel, Van Ginneken niet, latere onderzoekers incidenteel).
De "oe" horen we in een groot aantal woorden: boeve (boven), goet (goot), koegel (kogel). Deze oe is regelmatig bij sterke werkwoorden die in het AN een -o- hebben: steujke - stoeke (steken - gestoken), vrieze - vroere (vriezen - gevroren), zuijge - zoege (zuigen - gezogen).
De eu-achtige ee is weer dezelfde problematische klank. Deze klank komt bijvoorbeeld voor in het woord "vogel", dat wel als fəːɣɔɫ wordt genoteerd (vëigel). Andere Noord-Hollandse dialecten hebben hier een echte eu (veugel), maar in het Volendams zou er verschil zijn met de klank in "neus", hoewel niet iedere onderzoeker dat heeft kunnen horen.

#### Medeklinkers
Bij de medeklinkers valt op, dat de h niet uitgesproken wordt (h-deletie). Dit heeft het Volendams gemeen met het Markens en het Enkhuizens, het wordt wel als een typisch verschijnsel voor vissersdialecten gezien. Ook het Derpers (Egmond aan Zee) is bijvoorbeeld h-loos.
Verder worden de fricatieven "g", "v" en "z" meestal stemloos uitgesproken, dus als "ch", "f" en "s". Tussen klinkers en in combinatie met andere medeklinkers komen stemhebbende uitspraken wel voor. Dit verschijnsel is algemeen in het noordelijk deel van het Nederlands taalgebied.
Opvallend is nog de sk-, die in plaats van "sch-" voorkomt: skip, skiete. Dit komt in de meeste andere Noord-Hollandse dialecten ook voor.

### Vormleer
De Volendamse grammatica verschilt op een aantal punten van de Nederlandse. Het meest opvallend is wel het weglaten van "ge-" bij voltooid deelwoorden, een verschijnsel dat ook bekend is uit het West-Fries en verder noordwaarts in de provincie eigenlijk algemeen is. Volendam vormt de zuidpunt van het "ge-"loze gebied. Marken en de Zaanstreek hebben de tussenvorm "e-" (Volendams ik ew laird, Markens ik ew eleerd, AN "ik heb geleerd").
Een van de opvallendste eigenschappen van het Volendams is de umlaut bij verkleinwoorden. Zo is het verkleinwoord van pot - pötje. Het sterkst is de umlaut aanwezig bij woorden met een korte a: die krijgen in hun verkleinvorm een á (zie "klankleer"):
jas - jássie
kat - kátje
grap - gráppie
Deze umlaut wordt veelal als een invloed uit het Schokkers gezien. Nergens anders in Noord-Holland komt dit voor, maar aan de overkant van de oude Zuiderzee is het een kenmerk van het Nedersaksisch.
Net als in de omringende dialecten heeft het Volendams in plaats van "-pje" en "-kje" steeds -pie en -kie, maar vormen als "mantje", zoals elders in Noord-Holland, komen niet voor: mannetje.

### Zinsleer
De Volendamse syntaxis wijkt weinig af van die van het Nederlands. Er is een aantal eigenaardigheden die ook elders in Noord-Holland wel voorkomen.
De woordvolgorde "ik heb mijn huis schilderen laten", die typisch is voor veel Noord-Hollandse dialecten (hoewel overal op z'n retour), is voor het Volendams wel opgetekend door Van Ginneken, maar was op dat moment al niet meer zo gebruikelijk. De invloed van de standaardtaal heeft zich hier toch sterker doen gelden dan in West-Friesland en op de eilanden. Niettemin werden ook bij het SAND-onderzoek een aantal voorbeeldzinnen met dit soort volgordes genoteerd:
Ej et ze uijs afbreujke laite
Iederien dinkt dat wij nair uijs gaan en dat zullie nag bleijve magge.
Jan weujt dat ie veujr drie uur de wage maakt ebbe moet.
In het AN zouden de werkwoorden steeds andersom staan.
Zeker opmerkelijk is de hierboven al genoemde verleden tijd met "doen".
Ik daan vánge
Ej daan laire
Van Ginneken merkt op dat de onvoltooide vormen ("ik ving") in zowel Volendam als Marken relatief weinig gebruikt werden. Op Marken is ik ew evonge het gewone alternatief, in Volendam is er keuze tussen ik daan vánge en ik ew vonge. 
Ook in de tegenwoordige tijd komt dit gebruik van doen voor:
Ej doet niet mair zinge
Doe je roke?
De doen-vormen zouden vooral voor voortdurende handelingen gebruikt worden, de voltooide voor korte, eenmalige handelingen (er wordt, met andere woorden, aspect mee uitgedrukt). 
Of dit aanvoelen van Van Ginneken accuraat was, is moeilijk vast te stellen, omdat het Volendams meer en meer de voorkeur lijkt te geven aan de doen-vormen, zoals beschreven in een scriptieonderzoek in de jaren tachtig, online alleen terug te vinden in de verwijzing die Van Bree er naar maakte in Het dialect in deze tijd. Jongeren gebruiken de verleden tijd met "doen" steeds vaker, mogelijk omdat ze de andere opties te veel te associëren met de standaardtaal.
Het Volendamse gebruik van "doen" staat overigens niet op zichzelf. Ook voor het Zaans en het West-Fries is het wel opgetekend. Toch is het fenomeen nergens zo extreem als in Volendam. Het is dus al vroeg aan een opmars begonnen en die opmars duurt nog voort: ik daan lope is een heel gewone vertaling van "ik liep" geworden.

### Mannen- en vrouwentaal
Van Ginneken maakt in zijn handschriften meermaals een onderscheid tussen mannen- en vrouwentaal. Sommige klanken zouden door Volendamse vrouwen anders worden uitgesproken dan door de mannen. 
Het duidelijkst blijkt dit bij de weergave van woorden als "klauw" en "blauw", waarbij Van Ginneken bij de vrouwen klàiw hoort (fonetisch klæiw) en bij de mannen klaw (klɑw). In de MAND-data, opgetekend in de jaren 80, spreekt de mannelijke informant echter ook een -æiw uit. Of het onderscheid werkelijk bestaat is uit de beschikbare onderzoeken dus niet zonder meer vast te stellen. Het zou ook kunnen gaan om jongere en oudere vormen. Uit andere studies blijkt dat vrouwen vaak voorop lopen met nieuwe taalontwikkelingen, dit zou in de tijd van Van Ginneken natuurlijk ook het geval kunnen zijn geweest.
In ieder geval is een onderscheid tussen mannen- en vrouwentaal niet ondenkbaar, het is vaker opgetekend bij verschillende taalstudies wereldwijd.

## De plaats van het Volendams in het Nederlands taalgebied
Hoewel het Volendams zelfs voor Edammers niet zonder meer te verstaan is, heeft het dialect toch veel gemeen met andere Noord-Hollandse dialecten. Het wordt, afhankelijk van de gebruikte indeling, als "Hollands", "Noord-Hollands", "Waterlands" of zelfs "West-Fries" ingedeeld. Tegenwoordig is de volgende indeling gangbaar (die komt ook overeen met de manier waarop veel dialecten op Wikipedia beschreven zijn):
- Indo-Europees
  - Germaans
    - West-Germaans
      - Nederfrankisch / met Oudfries substraat
        - Hollands
          - Waterlands
            - Volendams

Heeroma beschouwt het Volendams, net als het West-Fries en het Tessels, in de eerste plaats als een Hollands dialect, met die nuance dat de dialecten van wat we nu de "Randstad" noemen eigenlijk nauwelijks nog Hollands genoemd mogen worden. Heeroma veronderstelt een grote Utrechtse en Zuid-Nederlandse invloed op de dialecten beneden het IJ, waar de dialecten boven het IJ samen met het Strand-Hollands (Scheveningen, Katwijk) veel minder aan bloot zouden hebben gestaan. Toch stelt hij ook vast dat een aantal dialectkenmerken van boven het IJ typisch Noord-Hollands zijn. Vooral het onderscheid tussen de aa van "schaap" en die van "laat", zoals we dat ook in het Volendams zien (zie boven, onder "klankleer"), is daarbij belangrijk.
Het Volendams past dus in de grote groep dialecten van Noord-Holland boven het IJ, maar neemt daarbinnen wel een eigen plaats in. Het relatieve isolement heeft ervoor gezorgd dat oude vormen bewaard bleven en tegelijkertijd vernieuwingen snel konden worden doorgevoerd.

## Volendams in het dagelijks leven
Veel dialecten in Nederland zijn op hun retour, zeker in het verstedelijkte westen van het land. Het Volendams is hierop een opvallende uitzondering. Het dialect is nog altijd de gewone omgangstaal in het dorp en het spreken ervan is een onderdeel van de Volendamse identiteit. Het ligt niet in de lijn der verwachtingen dat het op korte termijn zal uitsterven. 
Een en ander betekent niet dat het Volendams niet wordt beïnvloed door de standaardtaal. Die invloed is er zeker en veel jongeren spreken dan ook een vorm van Volendams die afwijkt van wat oudere generaties daar onder verstaan. De scheidslijn tussen dialectverlies en taalverandering is hier maar moeilijk te trekken. Nederlandse invloed blijkt uit het overnemen van klanken en woorden, zoals te verwachten, maar ook uit een omgekeerde trend: Volendamse eigenaardigheden worden soms juist meer aangezet, net om dat verschil met de standaardtaal te onderstrepen. Een voorbeeld daarvan is de opmars van de verleden tijd met "doen" (ik daan lope), zoals hierboven beschreven.

## Idioom
Het Volendams kent talloze woorden en uitdrukkingen die voor mensen buiten het dorp moeilijk verstaanbaar zijn. Als men refereert aan iets dat komende donderdag gaat gebeuren, dan zegt men dat meestal als: "Et gait een donderdag gebeure." Het is meestal goed te horen als een Volendammer Nederlands spreekt, en andersom is het ook goed te horen als een buitenstaander (of jas zoals de Volendammers mensen noemen die niet in het dorp zijn geboren) Volendams probeert te spreken.
Enkele voorbeelden:
Volendams - Nederlands
- nair - naar
- nai - nee
- bedakke - pech (hebben) / tegenslag ondervinden
- ailegoar - helemaal
- verom - terug
- allegoar - allemaal
- gortemetiel - een soort vergiet
- Volledam - Volendam
- Aidam - Edam
- gemiente - gemeente
- usters - klompen
- bab - opa
- ooitje - oma
- skoer - schouder
- ien - een
- twai - twee
- vurtien - veertien

De Volendammers Dick Brinkkemper, gepensioneerd directeur van de plaatselijke mavo, en oud FC Volendam-voetballer Klaas Karregat hebben circa 2500 woorden en uitdrukkingen in "'t Volledams" verzameld, plus verhaaltjes en liedjes in het dialect. Verder verzamelden ze voornamen, achternamen, en de in Volendam belangrijke bijnamen. Ze hebben dit alles bijeengebracht in het boek 't Volledams deujr de jaojre eujn. Ook boekhandelaar K. Simons legde een verzameling van Volendamse woorden en uitdrukkingen aan. Hij maakte hiervan eind jaren tachtig een boekje dat inmiddels is uitverkocht.